# Любарсько-Гутянська сільська рада
Любарсько-Гутянська сільська рада — колишня адміністративно-територіальна одиниця та орган місцевого самоврядування у Баранівському і Довбишському (Мархлевському, Щорському) районах Волинської округи, Київської й Житомирської областей Української РСР з адміністративним центром у селі Любарська Гута.

## Населені пункти
Сільській раді на час ліквідації були підпорядковані населені пункти:
- с. Зятинець
- с. Любарська Гута

## Населення
Кількість населення ради, станом на 1923 рік, становила 1 122 особи, кількість дворів — 241.
Чисельність населення ради у 1927 році становила 1 004 особи, з них польського походження — 939 (93,5 %); кількість домогосподарств — 206.
Кількість населення ради, станом на 1931 рік, становила 1 099 осіб.

## Історія та адміністративний устрій
Створена 1923 року, в складі сіл Глинки, Зятинець, Любарська Гута і урочища Сюмачко Рогачівської волості Новоград-Волинського повіту Волинської губернії. 18 лютого 1923 року, відповідно до рішення Волинської ГАТК (протокол № 1 «Про об'єднання населених пунктів у сільради, зміну складу і центрів сільрад»), до складу ради включене ур. Лупасів Хутір, пропущене при складанні списків, х. Сюмачко переданий до складу Турівської сільської ради Рогачівської волості. 7 березня 1923 року включена до складу новоствореного Баранівського району Житомирської округи. 3 листопада 1923 року, відповідно до рішення Волинської ГАТК (протокол № 5 «Про зміни в межах округів, районів і сільрад»), Лупасів Хутір передано до складу Явненської сільської ради Баранівського району.
1 вересня 1925 року раду передано до складу новоутвореного Довбишського (згодом — Мархлевський) району Житомирської (згодом — Волинська) округи. 17 жовтня 1935 року, внаслідок розформування Мархлевського району, сільську раду включено до складу Баранівського району Київської області. 14 травня 1939 року, відповідно до указу Президії Верховної ради Української РСР «Про утворення Щорського району Житомирської області», сільраду включено до складу Щорського (згодом — Довбишський) району Житомирської області. Станом на 1 жовтня 1941 року с. Глинки не перебуває на обліку населених пунктів.
Станом на 1 вересня 1946 року сільська рада входила до складу Довбиського району Житомирської області, на обліку в раді перебували села Зятинець та Любарська Гута.
Ліквідована 11 серпня 1954 року, відповідно до указу Президії Верховної ради Української РСР «Про укрупнення сільських рад по Житомирській області», територію та населені пункти ради приєднано до складу Адамівської сільської ради Довбишського району Житомирської області.